# Joachim Bäse
Joachim Bäse (født 2. september 1939 i Braunschweig, Tyskland, død 22. december 2020) var en tysk fodboldspiller (midtbane/forsvarer).
På klubplan tilbragte Bäse hele sin aktive karriere, fra 1959 til 1973, hos Eintracht Braunschweig i sin fødeby. Han spillede over 300 ligakampe for klubben og var med til at sikre klubben det tyske mesterskab i 1967.
Bäse spillede desuden én kamp for det vesttyske landshold, en venskabskamp mod Wales 8. maj 1968.

## Titler
Tysk mesterskab
- 1967 med Eintracht Braunschweig